# 真理之口

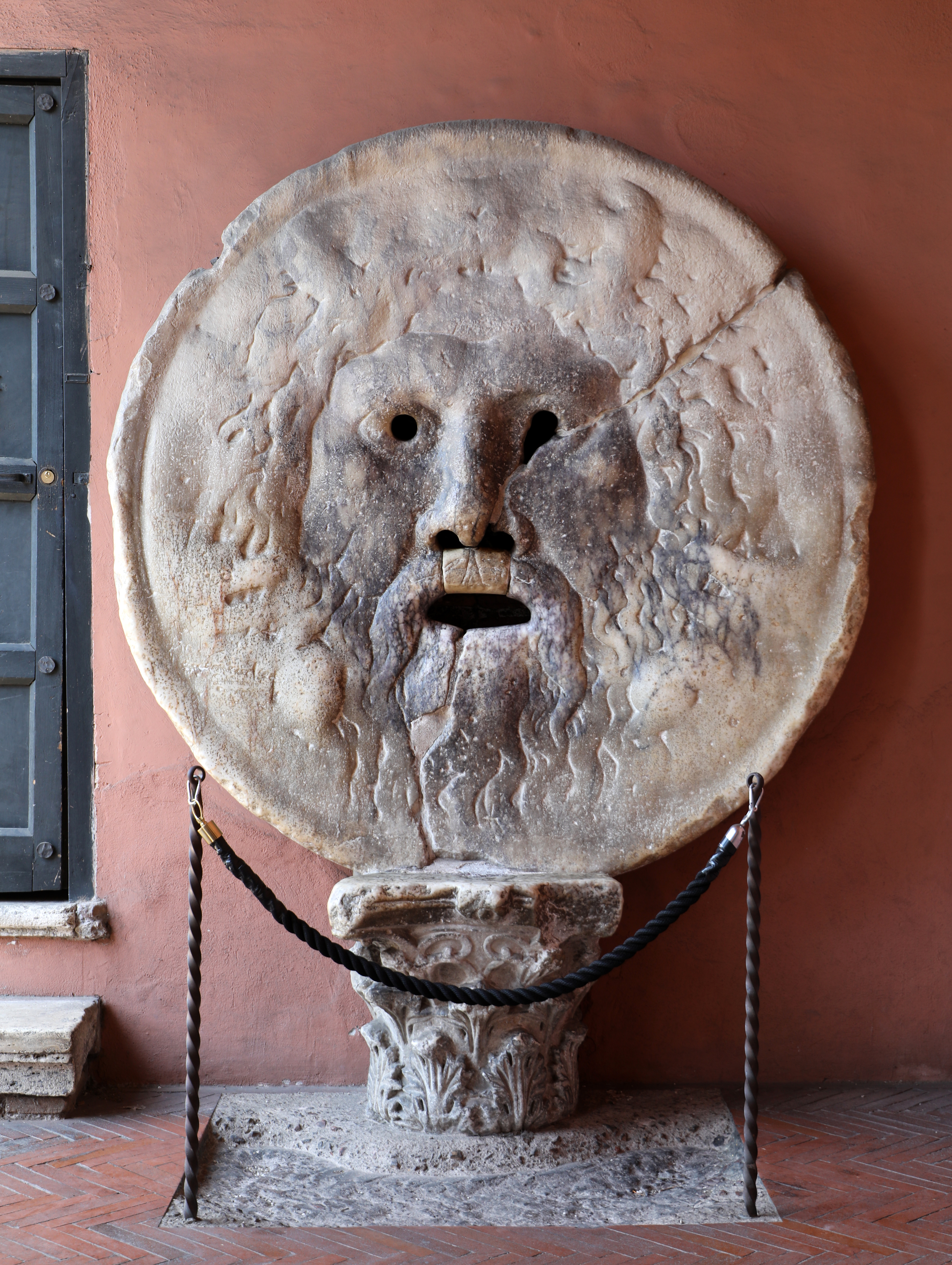
真理之口

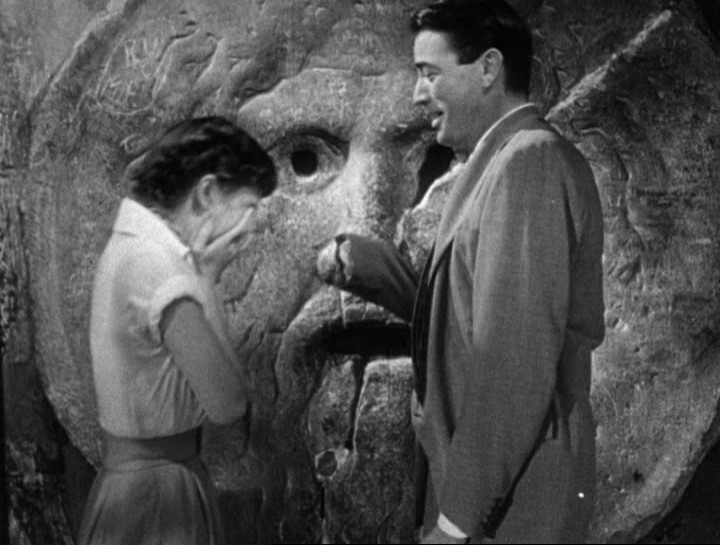
真理之口在《罗马假日》中的场景

真理之口（義大利語：La Bocca della Verità）是意大利罗马的一處人面大理石雕刻，位于希腊圣母堂门廊的左墻上。一般認為，真理之口是1世纪一處古罗马喷泉的一部分，或者一个井盖，描绘的可能是一个古希臘或古羅馬宗教的神祇。
从中世纪开始，人们相信如果有人撒谎，將手伸进真理之口中，就会被咬住。在17世纪，它被安放在希腊圣母堂的门廊。由於該教堂收藏有聖瓦倫丁（Saint Valentine）的頭骨，真理之口也有了和愛情相關的含義。

## 通俗文化
对于英语国家的人们而言，最为熟悉的是真理之口出现在1953年电影《罗马假期》中。这部电影也使用真理之口作为测谎仪，因为赫本和派克两人最初并未告知真实身份。这一场景也出现在1994年电影《我心属于你（Only You）》中。
在JOJO的奇妙冒險第二部《戰鬥潮流》中，真理之口是柱之男沉睡之處的入口。

## 复制品及类似雕塑

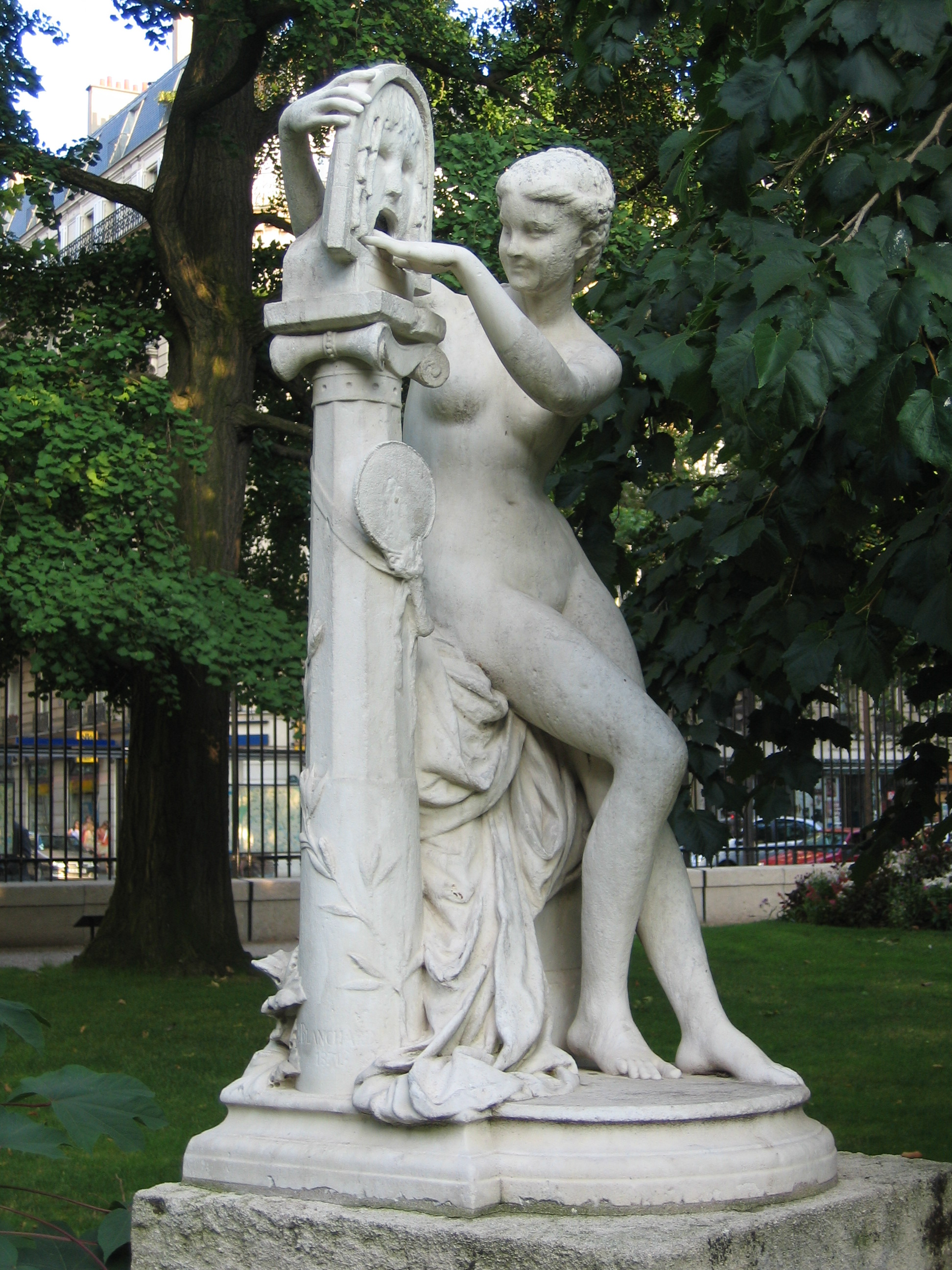
巴黎卢森堡公园的真理之口

真理之口的复制品经常出现在西班牙和匈牙利的游乐场、英国的一些高速公路服务站，和丹麦的一些火车站的电子投币口。
在印度泰米尔纳德邦的马哈巴利普兰也有一个类似的狮子雕像，根据当地传说，如果说谎，手会被咬住。 